# Manuel de Portugal (1531-1537)
Manuel de Portugal (Alvito, 11 de noviembre de 1531-Évora, 14 de abril de 1537). Infante y príncipe heredero de Portugal desde 1535 hasta su muerte.

## Biografía
Manuel era el quinto hijo de Juan III el Piadoso y de la archiduquesa Catalina de Austria, infanta de España,  nieto por vía paterna de Manuel I el Afortunado y de la infanta María de Aragón, y por vía materna de Felipe I de Castilla y de Juana I la Loca.
En 1535, su padre lo designó oficialmente heredero de la Corona de Portugal, investidura de su hermana mayor María Manuela. Con todo, su muerte prematura, dos años más tarde, cuando aún no completara los seis años de edad, fue probablemente debido a la consanguinidad resultante de las sucesivas uniones dinásticas entre Portugal y Castilla desde el início del siglo XVI, llevó a que fuese sucedido por su hermano menor, Felipe. 
Su cuerpo descansa junto a sus padres y hermanos en el Monasterio de los Jerónimos de Belém.
| Predecesor: María Manuela de Portugal | Príncipe heredero de Portugal 1531-1537 | Sucesor: Felipe de Portugal |

- Datos: Q2627070